# Golfclub Wouwse Plantage
De Wouwse Plantage is een Nederlandse golfclub in Bergen op Zoom, in de provincie Noord-Brabant.

## Geschiedenis
In de 16de eeuw was het nog een moerassig, onbebost gebied. De Heer van Bergen op Zoom zorgde als eerste voor de aanleg van bossen. In de loop der eeuwen werd dit gebied een van de mooiste bosgebieden van Nederland.
Eigenaar van de grond is een van de nazaten van de Antwerpse baron Pierre Joseph de Caters, die het landgoed in 1839 van de Staat der Nederlanden kocht.

## De Golfbaan
Golfclub Wouwse Plantage, opgericht in 1973, ligt in een bosrijk natuur en stiltegebied, tussen Bergen op Zoom en Roosendaal, aan de rand van het landgoed Wouwse Plantage. Een karakteristiek en gevarieerd Brabants landschap met glooiende bosholes, duintjes en een zandverstuiving enerzijds en een parklandschap met beek en waterpartijen anderzijds, vragen golftechnisch om de beheersing van precisiespel, rechte slagen en afstand.
Maart 1982 werd de golfbaan officieel door prins Claus geopend.

## Nationale en internationale toernooien
- Het ELTK Dames Senioren in 2008.[bron?]
- De PGA Trophy vindt jaarlijks plaats en maakt deel uit van de PGA Holland Tour die PGA Holland organiseert.[bron?]

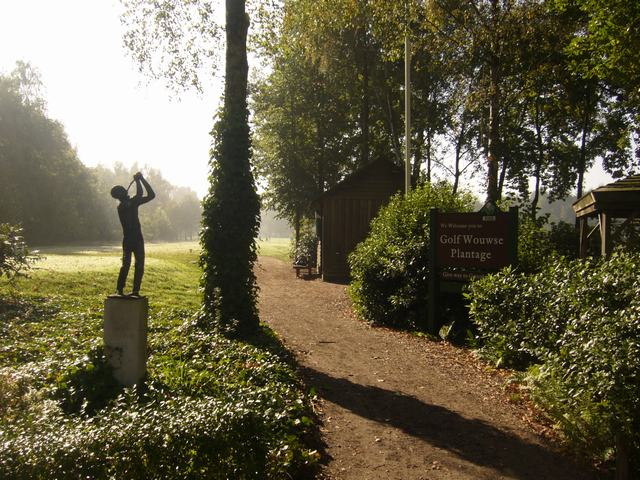
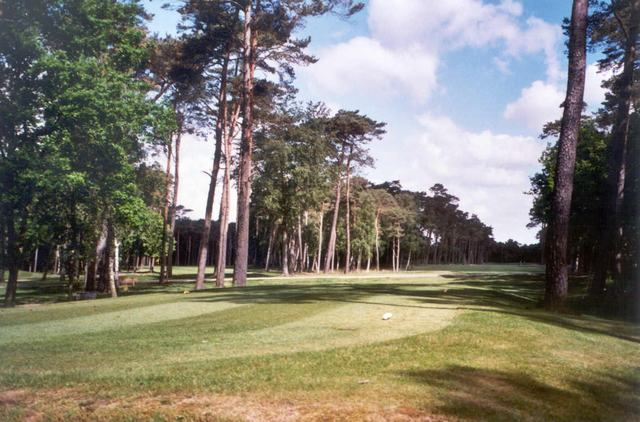
Hole 15